# Assedio di La Rochelle (1224)
L'assedio di La Rochelle del 1224 fu l'episodio culmine della conquista capetingia del Poitou dominato dai Plantageneti. Le forze francesi comandate dal re Luigi VIII posero assedio al porto, strategicamente importante, di La Rochelle e alla sua guarnigione di soldati del Poitou e inglesi, comandati da Savari de Mauléon. Il porto era stato a lungo un nodo nevralgico degli sforzi fatti dai Plantageneti per riconquistare il loro Impero Angioino, perso a causa delle vittorie ottenute dai francesi a partire dal 1203. L'assedio durò dalla metà del luglio all'inizio dell'agosto 1224 ed ebbe come risultato la resa dei cittadini di La Rochelle a Luigi VIII, dopo un fallito tentativo inglese volto ad aiutare gli assediati. Con il Poitou nelle mani dei Capetingi, la Guascogna rimase l'unico possedimento continentale dei Plantageneti.
All'assedio partecipò anche il trovatore Thibaut de Champagne, conte di Champagne e futuro re di Navarra.

## Contesto
La città di La Rochelle entrò sotto il dominio dei Plantageneti, insieme al resto dell'Aquitania, nel 1152, quando Eleonora d'Aquitania sposò Enrico Plantageneto, conte di Angiò e del Maine e duca di Normandia. Due anni dopo Enrico divenne re di Inghilterra; le sue terre, denominate con un neologismo storiografico Impero Angioino, comprendevano gran parte della Francia occidentale, il regno d'Inghilterra e parti di Irlanda: questi territori furono ereditati pressoché intatti dai suoi figli Riccardo  e Giovanni. Negli anni 1202, 1204 e 1207 Giovanni concesse privilegi fiscali a La Rochelle, come l'esenzione da alcune tasse e obblighi militari e il permesso di tassare chiunque entrasse o uscisse dalla città.
I Capetingi erano in conflitto con i Plantagenti dal 1203, quando Filippo II aveva dichiarato Giovanni decaduto dalle terre continentali in seguito al suo matrimonio con Isabella d'Angoulême. La conquista da parte della corona francese della Normandia, dell'Angiò e di parte dell'Aquitania fu seguita nel 1214 dalla decisiva vittoria di Filippo II a Bouvines e dall'invasione dell'Inghilterra da parte del giovane principe Luigi, durante la prima guerra dei baroni del 1215–1217.
Nel 1222, il successore di Giovanni d'Inghilterra, Enrico III, decise di rafforzare l'influenza inglese nell'Aunis. Il 4 dicembre emanò un editto che prescriveva agli abitanti di La Rochelle di fondare un porto ad ovest della città e di fortificare quest'ultima: l'8 aprile 1223 ordinò loro di iniziare i lavori.
Nel 1224 Enrico fu coinvolto in una guerra interna, durante la quale guidò con successo l'assedio di Bedford. Enrico si trovava comunque in difficoltà finanziarie ed aveva molte meno risorse dei suoi avversari francesi per poter resistere con successo ad un loro attacco rivolto contro le sue roccaforti nel nord dell'Aquitania.

## Campagna militare e assedio
Quattro giorni dopo la fine dell'assedio di Bedford, Luigi VIII raccolse il suo esercito a Tours, prima di muovere verso Montreuil-Bellay. Secondo le Gesta Ludovici VIII di Nicolas de Bray, l'esercito francese includeva soldati provenienti dalla Bretagna, dalla Normandia, dalle Fiandre e dalla Champagne. Il 14 giugno 1224, a Tours, l'esercito ascoltò prima di partire un entusiasmante discorso del duca Pietro I di Bretagna. Dirigendosi verso sud, Luigi si assicurò rapidamente le città più piccole del Poitou, conquistando Niort il 5 luglio, dopo un confronto durato due giorni con una guarnigione al comando di Savari de Mauléon. La guarnigione di Savari riuscì a ritirarsi a La Rochelle. Dopo aver ottenuto la resa di Saint-Jean-d'Angély, Luigi il 15 luglio ordinò finalmente l'assedio a La Rochelle, che fu condotto da Mathieu II de Montmorency. La difesa della città era affidata a Savari, la cui guarnigione ebbe come rinforzo un contingente di truppe inglesi guidate da Goffredo di Neville, che era arrivato a La Rochelle nel mese di giugno.

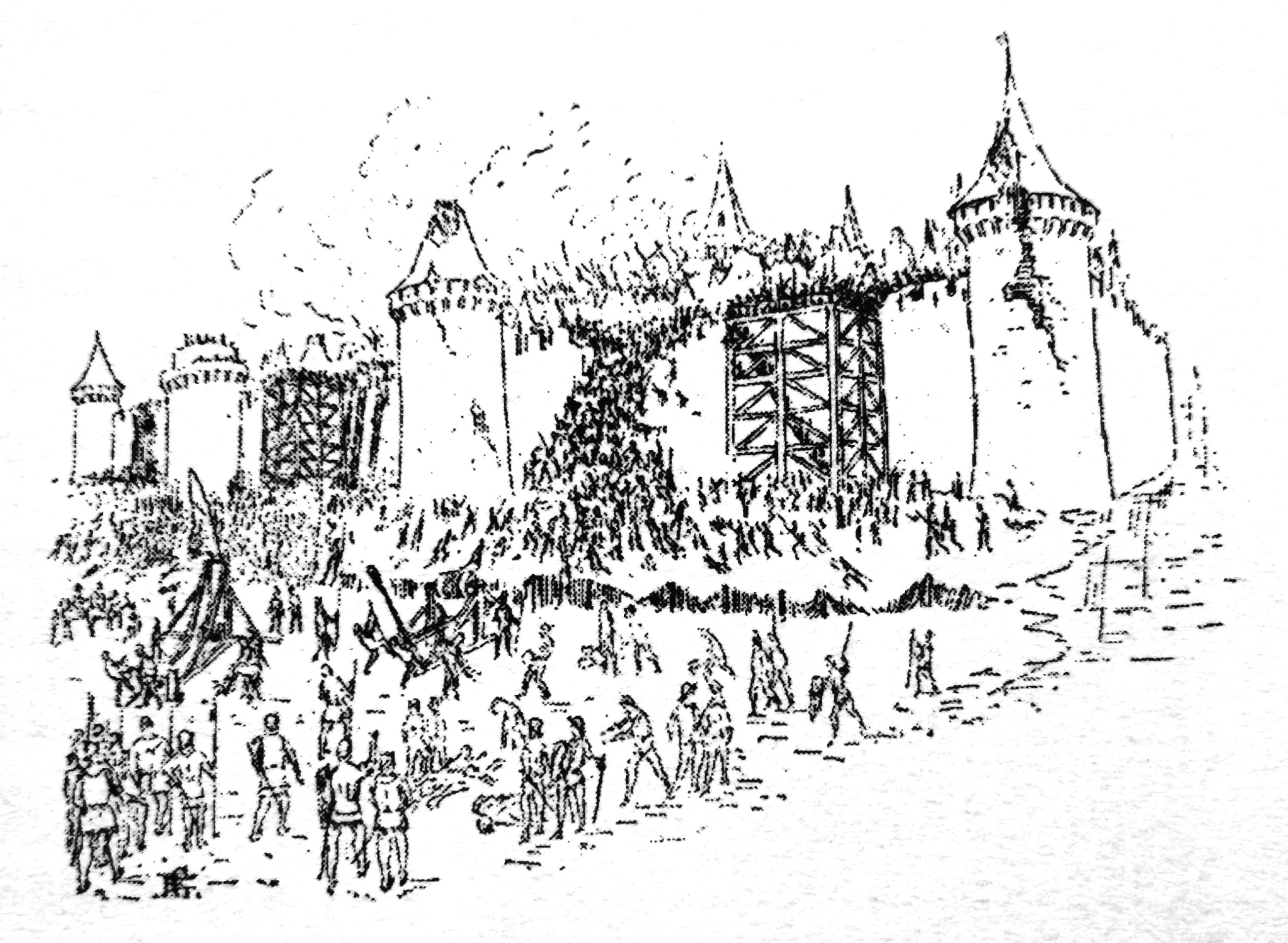
L'assedio immaginato da Émile Couneau, 1904

Non è chiaro quale sia stata l'effettiva fine dell'assedio. Secondo la cronaca di San Martino di Tours, la città si arrese il 3 agosto e le truppe francesi entrarono a La Rochelle subito dopo. Tuttavia gli abitanti della città non giurarono fedeltà a Luigi fino al 13 agosto. Il cronachista Ralph of Coggeshall descrisse la capitolazione come una resa condizionata dei cittadini, forse consapevoli che solo un minimo sostegno sarebbe giunto dalla corona inglese, impegnata nell'assedio di Bedford. I cittadini avevano precedentemente deciso di arrendersi se i soccorsi inglesi non fossero arrivati entro Natale, ma con le truppe francesi già in città avevano affrettato la loro sottomissione a Luigi. Le forze di Goffredo di Neville non ebbero alcuna parte nella resa della città e Luigi permise loro di andarsene con le proprie armi. D'altra parte la reputazione di Savari tra gli inglesi fu macchiata da accuse di tradimento; essendo falliti i suoi sforzi per cercare di spiegare a Enrico i motivi della caduta di La Rochelle, Savari entrò al servizio di Luigi nel Natale 1224. Lo storico David Carpenter attribuisce la caduta di La Rochelle ai suoi abitanti, che "come quelli delle altre città, avevano semplicemente perso la volontà di combattere per la causa angioina".

## Conseguenze
Dopo l'assedio del 1224, Luigi VIII si impegnò a mantenere tutti i privilegi della città. Il commercio fu incoraggiato dando un salvacondotto per tutte le merci da o verso la città, anche se furono applicate le usuali tasse. In caso di dichiarazione di guerra tra la Francia e il paese di un commerciante, i beni di quest'ultimo erano protetti dal sequestro per un periodo di 20 giorni, durante il quale il commerciante poteva lasciare la città conservandoli intatti.
L'entrata di La Rochelle nel dominio reale francese compromise le strette relazioni commerciali che la città aveva goduto con l'Inghilterra e l'Irlanda, specialmente per quanto riguarda l'esportazione di vino. Il vino di La Rochelle era noto in Inghilterra fin dalla fine del XII secolo, e numerosi commercianti inglesi e irlandesi erano presenti in città. La città compensò questa perdita con un aumento del commercio con le Fiandre.